# طود البخيراء (طور الباحة)

تعديل مصدري - تعديل

طود البخيراء هي إحدى قرى عزلة طور الباحة بمديرية طور الباحة التابعة لمحافظة لحج، بلغ تعداد سكانها 2 نسمة حسب تعداد اليمن لعام 2004.